# 鈴木敬司
鈴木 敬司（すずき けいじ、1897年〈明治30年〉2月6日 - 1967年〈昭和42年〉9月20日）は、日本の陸軍軍人。最終階級は陸軍少将。1941年から1942年にかけて存在したビルマ（現在のミャンマー）の独立運動の支援を任務とする日本軍の特務機関「南機関」の機関長。この経歴から「日本版アラビアのロレンス」と称される。

## 人物・生涯
静岡県出身。鈴木房蔵の長男として生まれる。浜松中学校(現在の静岡県立浜松北高等学校)を経て、1918年（大正7年）5月、陸軍士官学校（30期）を卒業。同年12月、歩兵少尉に任官し近衛歩兵第4連隊付となる。1929年（昭和4年）11月、陸軍大学校（41期）を卒業し、翌月、近衛歩兵第4連隊中隊長に就任。
1931年（昭和6年）3月、参謀本部付勤務となる。以後、参謀本部員、参謀本部付仰付（フィリピン潜入）を務める。1933年（昭和8年）8月、歩兵少佐に昇進。陸大教官を経て、1937年（昭和12年）8月、歩兵中佐に進級し参謀本部員に就任。1939年（昭和14年）1月、大本営第10課長を兼務し、同年8月、歩兵大佐に昇進。同年12月、参謀本部付として蘭印駐在となった。
1940年（昭和15年）6月から10月まで、「南益世」名でビルマに出張した。1941年（昭和16年）2月、南機関長となりバンコクに駐在し、同年11月、南方軍総司令部付としてビルマ工作に従事。1942年（昭和17年）6月、留守近衛師団司令部付に発令され、翌月、ラングーンを離れた。同年8月、第7師団参謀長に就任。アウンサンを始め30人の若者を選抜して密かにビルマを脱出させ、日本占領下の海南島へ集結させた後、陸軍中野学校で徹底的に軍事訓練を施した。これが後の30人の同志となる。
1943年（昭和18年）6月、陸軍運輸部付（東京出張所長）となる。同年8月、陸軍少将に進級。以後、第2船舶輸送地区隊長、第27軍参謀長を歴任。1945年（昭和20年）2月、第5船舶輸送司令官に就任。同年4月、札幌地区鉄道司令官を兼務し終戦を迎えた。同年12月、予備役に編入された。敗戦後、英軍からBC級戦犯に指定され、ビルマに連行されたが、アウンサン将軍の抗議により釈放された。
1947年（昭和22年）11月28日、公職追放仮指定を受けた。
ミャンマー政府は1981年4月、ミャンマー独立に貢献した鈴木ら旧日本軍人7人に、国家最高の栄誉「アウンサン・タゴン（＝アウン・サンの旗）勲章」を授与している（鈴木の未亡人の節子が勲章を受け取った）。